# Colley (race de chien)
Pour les articles homonymes, voir Colley (homonymie) et Collie (homonymie).
Les colleys, ou collies, forment un type distinctif de chiens de berger, comprenant de nombreuses races locales apparentées et des races standardisées. Le type est originaire d'Écosse et du nord de l'Angleterre.
Les colleys sont des chiens de taille moyenne, assez légers, au museau pointu. De nombreux types ont une couleur blanche distinctive sur les épaules. Les colleys sont très actifs et agiles, et la plupart des types de colleys ont un très fort instinct de troupeau.
Les races de colley se sont répandues dans de nombreuses régions du monde (en particulier en Australie et en Amérique du Nord) et se sont diversifiées en de nombreuses variétés, parfois mélangées à d'autres types de chiens. Certaines races de colley sont restées comme chiens de travail pour l'élevage de bovins, de moutons et d'autres animaux d'élevage, tandis que d'autres sont gardées comme animaux de compagnie, chiens d'exposition ou pour les sports canins, dans lesquels ils font preuve d'une grande agilité, endurance et aptitude à l'entraînement.
Alors que l'American Kennel Club (AKC) considère une race nommée Collie, les colleys sont un type distinctif de chien de berger comprenant de nombreuses races locales et races formelles apparentées. Il existe généralement des distinctions majeures entre les chiens d'exposition et ceux élevés pour les épreuves d'élevage ou les sports canins.
L'utilisation courante du nom « Colley » dans certaines régions est largement limitée à certaines races : le nom signifie Rough Collie par défaut dans certaines régions des États-Unis et Border Collie dans de nombreuses régions rurales de Grande-Bretagne. De nombreux types de chiens colley n'incluent pas réellement « collie » dans leur nom à l'exemple du Berger gallois (en).